# Кауфман, Мозес Ральф
Мозес Ральф Кауфман (англ. Moses Ralph Kaufman, при рождении Койфман; 10 мая 1900, Бельцы, Бессарабская губерния — 20 мая 1977, Нью-Йорк) — американский психиатр и психоаналитик.

## Биография
Родился в семье Якова Койфмана и Сары Стракер, после смерти отца вместе с матерью эмигрировал  в Канаду (1905). В 1925 году окончил медицинскую школу Университета Макгилла в Монреале, интернатуру в Манхэттэнской государственной больнице (Manhattan State Hospital), резидентуру в области нервных болезней в Больнице Монтефиоре в Бронксе (1926—1927) и специализацию в Гарвардском университете. Продолжил обучение в Бостонском психоаналитическом институте, а с 1929 года — в Венском университете (где специализировался в анатомии и психиатрии) и в Венском психоаналитическом институте, будучи анализандом Пауля Фердинанда Шильдера и Вильгельма Райха. Публиковался с 1929 года.
Ральф Кауфман был в числе основателей Бостонского психоаналитического общества (Boston Psychoanalytic Society & Institute, BPSI) и его президентом в 1937—1939 годах, а также председателем комитета по образованию в 1934—1942 годах. В годы Второй мировой войны служил в американской армии, был дислоцирован на Филиппинах в составе 6-й Армии. Награждён двумя Бронзовыми звёздами.
После демобилизации поселился в Нью-Йорке, где был назначен первым заведующим новообразованным департаментом психиатрии больницы Маунт-Синай (1945—1972). После образования при больнице Медицинской школы, возглавил также кафедру психиатрии и стал её первым деканом (1967—1974). Был президентом американской психоаналитической ассоциации в 1949—1951 годах.
Автор научных трудов в области психосоматических расстройств, организации психиатрической службы, военной психиатрии, учебных пособий по психиатрии для врачей других специальностей. Был консультантом на съёмках фильма «Змеиная яма» (1948) Анатоля Литвака. Сохранилась переписка М. Ральфа Кауфмана с Анной Фрейд, Хелен Дойч (англ.), Феликсом Дойчем (1884—1964).

## Семья
Жена (с 1925 года) — Айда Элизабет Исак (англ. Ida Elizabeth Esack). Сын — психиатр и психоаналитик Пол Кауфман. Дочь — Беттина Дебора Кан (Bettina Deborah Kahn).

## Книги
- Symposium on Psychiatry for the Nonpsychiatrist. Philadelphia: Saunders, 1967.

## Под редакцией М. Р. Кауфмана
- Evolution of psychosomatic concepts: anorexia nervosa, a paradigm. International Universities Press, 1964.
- The psychiatric unit in a general hospital: its current and future role. New York: International Universities Press, 1965.